# アクスム・サーサーン戦争
アクスム・サーサーン戦争（アクスム・サーサーンせんそう）は6世紀にアクスム王国とサーサーン朝の間で勃発した戦争である。両王国が南アラビアの支配権を巡って争った。戦争の結果、アクスム王国は紅海の制海権を失い、サーサーン朝はイエメンを獲得し、交易ルートも支配下においた。
520年代、アクスム王国は南アラビアに侵攻し、ナジュラーンのキリスト教徒共同体を迫害していたズー・ヌワースを廃位し、ヒムヤル王国を併呑した。570年までに、ヒムヤル王族の末裔サイフ・イブン・ズィー・ヤザンは、アクスム王国の勢力を駆逐しようと目論み、軍事援助を東ローマ帝国に求めたが拒否され、サーサーン朝に求めた。サーサーン朝のシャー（皇帝）ホスロー1世は、アクスム王国を打ち負かした暁には、ヒムヤル王国の領土をサーサーン朝が併合するという条件を設け軍事援助を約束した。サーサーン朝軍は南アラビアに侵攻し、ハドラマウトの戦いやサナア包囲戦で勝利し、ナジュラーンを除いたアラビア半島のほぼ全域からアクスム王国の勢力を駆逐した。サーサーン朝領イエメンの設立に伴い、サイフ・イブン・ズィー・ヤザンがイエメンが共同統治者として任命された。しかし、サイフ・イブン・ズィー・ヤザンがアクスム系の家臣によって殺害されると、アクスム王国が再征服に乗り出した。サーサーン朝は2度目の侵攻を開始し、イエメンを再び征服し、以降アクスム王国の勢力がアフリカ外に伸長することはなかった。サーサーン朝の将軍ワフリーズがイエメンの総督に任命され、572年から591年にわたる東ローマ・サーサーン戦争では、親ビザンツ勢力の影響を抑制している。
サーサーン朝は7世紀まで、南アラビア中に軍隊駐屯地を維持した。この時期に、アル・アブナーと呼ばれる共同体が出現した。サーサーン朝の兵士が地元のアラブ人女性と結婚することが多く、イラン人とアラブ人の両方の血統を引き継ぐ人々で構成された共同体がアル・アブナーである。アル・アブナーの共同体は、ごく初期のイスラム教徒としてイスラム教の拡大にも貢献した。

## 概要

### 背景

#### アクスム王国の南アラビア侵攻
520年頃、アクスム王国の国王カレブ（キリスト教徒名。王としてはエッラ・アスベハ）は、イエメンに軍隊を派遣し、ナジュラーンのキリスト教徒共同体に迫害を続け悪名を募らせた、ヒムヤル王国のユダヤ人国王ズー・ヌワースと戦った。ズー・ヌワースは捕虜になることを良しとせず、乗馬したまま海中に身を投じて死んだとされる。ヒムヤル王国出身のキリスト教徒スムヤファ・アシュワァが、事実上の傀儡政権の王に任命された。しかし、525年頃にアシュワはアクスム王国の将軍アブラハによって廃位され、自らを新たなヒムヤル・アクスム王国の王と宣言した。

#### ヒムヤル王国の残党の反抗
アブラハの死後、息子のヤ（ア）クスム、次いでマスルーク・イブン・アブラハが後を継いで王位につき、アクスム王国への貢納を再開した。これらを受けて、ヤズアン族のサイフ・イブン・ズィー・ヤザン（アブー・ムッラ・ズー・ヤザン）が反乱を決心した。サイフ・イブン・ズィー・ヤザンは東ローマ帝国のユスティヌス2世に軍事援助を拒否されると、サーサーン朝のホスロー1世に援助を求めた。

### サーサーン朝の第一次侵攻
ホスロー1世は将軍ワフリーズとその息子ナウザドを、ダイラム族の罪人騎兵800人からなる小規模な遠征軍の指揮官に据え、アクスム朝支配下のイエメンに派遣した。サーサーン朝の遠征軍の兵力は、3,600人や7,500人（イブン・クタイバの記述より）、800人（タバリーの記述）など様々なものが伝えられていて、現代では16,000人であると推定されている。サーサーン朝の遠征軍は8隻の船団をペルシア湾から送り出し、アラビア半島の海岸を航海し2隻は難破したが、残りの船は南アラビアのハドラマウト地方に到着した。具体的には、オボッラの港から出航し、バーレーン諸島を占領し、続いて歴史的オマーンの港湾都市ソハールに進軍した。その後ドファールとハドラマウを占領し、アデンに上陸した。
この侵攻の際、ナウザドはアクスム王国の勢力に殺された。ワフリーズはマスルーク・イブン・アブラハへの復讐を追い求め、ハドラマウトの戦いで彼の軍隊を破り、戦死させた。ハドラマウトの戦いの勝利により、アクスム王国のアラビアから撤退し始め、サナア包囲戦が起こった。

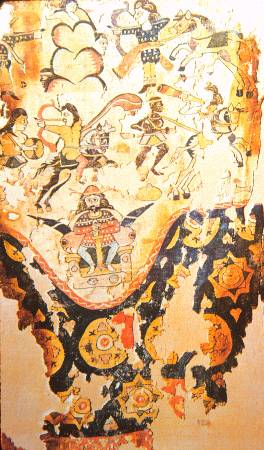
イエメンでの、サーサーン朝皇帝ホスロー1世とアクスム勢力の王マスルーク・イブン・アブラハとの戦争を描いたフレスコ。

サナアが占領されると、ワフリーズはかつてのヒムヤル王国の王族の末裔サイフ・イブン・ズィー・ヤザンをサーサーン朝の傀儡政権の王位につけた。この時点でヒムヤル王国は滅亡したと考えられている。この年代は、東ローマ帝国側の資料では、570年代の始め、アラブ側の資料では575年頃とされている。タバリーは、サーサーン朝がアクスム勢力に勝利した要因が、アクスム勢力にとってはまだ未知の、サーサーン朝が採用した「パンジャガーン」という軍事技術であったと記述している。イエメンを征服し、アクスム王国の勢力が駆逐された後、ワフリーズは大量の戦利品を持ち帰った。

### アクスム勢力の復権とサーサーン朝の第二次侵攻
575年から578年ごろ、サイフ・イブン・ズィー・ヤザンがエチオピア人の家臣に暗殺されると、アクスム王国は再びアラビア半島に侵入し、勢力を再び確立した。サーサーン朝は4000人の軍勢をワフリーズに率いさせて、イエメンに2度目の侵攻を行った。イエメンはサーサーン朝の一つの州として併合され（サーサーン朝領イエメン）、ホスロー1世はワフリーズをイエメンの総督に任じた。歴史的イエメンは、7世紀初頭にイスラーム教の預言者ムハンマドが出現するまで、サーサーン朝の支配下に置かれた。